# 伊夫·莱特姆
伊夫·卡米耶·德西雷·莱特姆（荷蘭語：Yves Camille Désiré Leterme，發音：[ˈiːf ləˈtɛrmə]；法語發音：[iv lətɛʁm]；1960年10月6日—），前任比利時首相 。

## 生平
1960年生於韦尔菲克，比利時政治家，荷語基督教民主黨成員，2008年3月20日就任首相後，僅九個月就因被最高法院指出政府在富通拆分案审理过程中存在着干预司法的迹象而辞职。
2009年11月25日在赫爾曼·范龍佩當選為歐盟首任常任主席後，再次接任首相。2010年4月22日荷語自由民主黨宣佈退出執政聯盟後，萊特姆向比利時國王阿爾貝二世提交辭呈。6月9日舉行的大選，出現懸峙國會，未能籌建聯合政府，他遂繼續擔任看守政府首相，直至2011年12月5日新政府組成正式離任，成為世上擔任看守首相時間最長的人。